# 江田島市議会
江田島市議会（えたじましぎかい）は、広島県江田島市に設置されている地方議会である。

## 概要
- 定数：16人
- 任期：2021年 - 2025年10月31日[2]
- 議長：酒永光志（政友会）[3]（2023年10月31日[4] - ）
- 副議長：上松英邦（政友会）[3]（2023年10月31日[4] - ）
議長は2年ごと、副議長は1年ごとの交代を申し合わせている[4]。
- 江田島市議会事務局：江田島市民センター本館2階[5]

## 会派
令和5年10月31日現在
- 政友会（8人）
- 尽誠会（4人）
- 無所属（4人）

## 委員会
令和5年12月13日現在
- 総務文教常任委員会（定数8人）
- 産業厚生常任委員会（定数8人）
- 議会運営委員会（定数6人）
- 議会広報特別委員会（定数6人）

## 議員報酬と諸手当
- 月額[7]
  - 議長：月額 410,000円
  - 副議長：月額 355,000円
  - 議員：月額 325,000円
- 期末手当：6月および12月
- 政務活動費：会派に対して所属議員数に月額15,000円を乗じて得た額を交付する。

## 議会だより
- 江田島市議会だより（発行：1日 江田島市議会 / 編集：議会広報特別委員会）[8]

## 歴代議長
- 上田正
- 山根啓志
- 林 久光
- 吉野伸康
- 酒永光志（2023年10月31日 - 現職）

## 議員定数
| 投票日        | 定数 | 立候補者 |
| ------------- | ---- | -------- |
| 2009年10月4日 | 20   | 28       |
| 2013年10月6日 | 18   | 21       |
| 2017年10月1日 | 18   | 19       |
| 2021年10月3日 | 16   | 21       |

## 沿革
- 2004年 - 4町（安芸郡江田島町と佐伯郡の能美町・沖美町・大柿町）が合併して、江田島市となる。江田島市議会、発足。